# Nylon (banda)
Nylon fue una banda de pop rock y new wave argentina. Fue formada en Buenos Aires en 1982 por la artista perfomatica Diana Nylon, en un proyecto más personal y profesional.

## Biografía

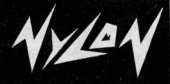
Logotipo de la banda.

Tras su alejamiento de las Bay Biscuits a mediados de 1982, Nylon y Ric Mor formaron el proyecto Nylon. Esta agrupación edita un único álbum con un estilo musical cercano a la corriente new wave, con letras críticas-sociales, banales y cómicas hecho destacable por los tiempos políticos que se vivían en ese contexto. En la grabación del disco El ciudadano (1983), participaron como invitados Fabiana Cantilo, Diego Arnedo (bajista de Sumo), Daniel Melingo y Jorge Alem. Aunque su estilo musical era diverso, la banda fue identificada con el movimiento punk que estaba en auge por banda como Los Violadores. Ellos rechazaron esa etiqueta, argumentando que su música era Flex (flexible).
El disco no tiene éxito a causa de la mala distribución y nula publicidad por parte de la compañía grabadora. La grabadora puso una etiqueta encima de la foto de un ciudadano desnudo y maniatado, que decía "Antes del 30 de octubre", con los colores rojo y blanco, en alusión a la flamante democracia y el triunfo de Alfonsín en las elecciones presidenciales de aquel año.
Nylon tuvo varios integrantes temporarios, entre ellos Pablo Guadalupe en la batería y Gabriel Jolivet en guitarra. La banda se separa en 1985, debido a la poca difusión de su álbum debut y a la poca convocatoria. Su canción «Ritmo colocado», sería regrabado por Los Twist con mejor éxito.
Con la separación de la banda, cada miembro siguió su camino. Diana Nylon murió en un accidente el 18 de julio de 1993, en una habitación de su departamento, asfixiada por el monóxido de carbono de una estufa en mal funcionamiento.

## Discografía
- La banda editaría un solo trabajo discográfico en toda su trayectoria.[5]

| Lanzamiento        | Álbum de estudio                                               | Canciones |
| ------------------ | -------------------------------------------------------------- | --- |
| Septiembre de 1983 | El ciudadano - Álbum debut de Nylon - Discográfica: Music hall | 1. Disconforme 2. Se va a acabar 3. Conomeo 4. Gracias general 5. Solamente confidencial 6. Si tuviera un martillo 7. Ritmo colocado 8. Shabadaba 9. Disco duro 10. Avión aterrizando 11. Reggae blanco 12. Sapo verde |